# Keesja Gofers
Pour les articles homonymes, voir Gofers.
Keesja Gofers est une joueuse australienne de water-polo née le 16 mars 1990 à Sydney, en Nouvelle-Galles du Sud. Elle a remporté avec l'équipe d'Australie la médaille d'argent du tournoi féminin aux Jeux olympiques d'été de 2024, organisés à Paris.